# Pseudoderopeltis guttata
Pseudoderopeltis guttata  (Saussure, 1895), es una especie de cucaracha del género Pseudoderopeltis, familia Blattidae.

## Distribución
Esta especie se encuentra en Etiopía.